# Chapelle Saint-Pierre de Curbans
La chapelle Saint-Pierre est une chapelle située à Curbans, en France.

## Localisation
La chapelle est située sur la commune de Curbans, dans le département français des Alpes-de-Haute-Provence.

## Historique
L'édifice est inscrit au titre des monuments historiques en 1975.